# Carebaco-Meisterschaft 2003
Die Carebaco-Meisterschaft 2003 im Badminton fand vom 15. bis zum 19. Juli 2003 in Port of Spain in Trinidad und Tobago statt.

## Sieger und Platzierte
| Disziplin    | Gold                             | Silber                          | Bronze                            |
| ------------ | -------------------------------- | ------------------------------- | --------------------------------- |
| Herreneinzel | Toru Matsumoto                   | Yuichi Ikeda                    | Sho Sasaki                        |
| Herreneinzel | Toru Matsumoto                   | Yuichi Ikeda                    | Conrad Hückstädt                  |
| Dameneinzel  | Miyo Akao                        | Jody Patrick                    | Anu Weckström                     |
| Dameneinzel  | Miyo Akao                        | Jody Patrick                    | Charmaine Reid                    |
| Herrendoppel | Ingo Kindervater Björn Siegemund | Keishi Kawaguchi Toru Matsumoto | José Antonio Crespo Sergio Llopis |
| Herrendoppel | Ingo Kindervater Björn Siegemund | Keishi Kawaguchi Toru Matsumoto | Keith Chan William Milroy         |
| Damendoppel  | Yoshiko Iwata Miyuki Tai         | Helen Nichol Charmaine Reid     | Judith Baumeyer Fabienne Baumeyer |
| Damendoppel  | Yoshiko Iwata Miyuki Tai         | Helen Nichol Charmaine Reid     | Nina Weckström Anu Weckström      |
| Mixed        | Mike Beres Jody Patrick          | Philippe Bourret Denyse Julien  | José Antonio Crespo Dolores Marco |
| Mixed        | Mike Beres Jody Patrick          | Philippe Bourret Denyse Julien  | Oscar Brandon Stephanie Jadi      |
| Teams        | Trinidad und Tobago              | Barbados                        | Suriname                          |